# Granularität (Linguistik)
Die Granularität (lateinisch granum: „Korn“) eines sprachlichen Ausdruckes gibt Auskunft über dessen (semantische) Schärfe.
J. L. Austin hat den Begriff der Granularität in die linguistische Pragmatik eingeführt. Der Ausdruck stammt ursprünglich aus der Photographie und gibt die Korngröße eines Bildes an. Ein Text kann also grobkörnig oder feinkörnig sein.
Die sprachliche Granularität hängt dabei ab von den jeweiligen Teilnehmern der Kommunikation, deren Thema und der Sorte des Textes.
Beispiele: So führen zwei Physiker eine Unterhaltung über Schrödingers Katze feinkörniger als zwei Schüler. Granulare Repräsentationen werden auch verschieden sein beim Arzt-Patientengespräch im Gegensatz zur Diskussion zweier Mediziner über dieselbe Krankheit. Populärwissenschaftliche Texte fallen gröber aus als die wissenschaftlichen Äquivalente. Ein Fahndungstext wird das Auto, mit dem Bankräuber geflohen sind, detaillierter beschreiben als die Pressemeldung, welche lediglich ein Fluchtfahrzeug erwähnt.
Die Justierung der Granularität erfolgt dabei durch Formeln. Die Vergröberung durch grob gesagt, im Großen und Ganzen usw. und die Verfeinerung durch strenggenommen, genau gesagt usw.
Beispielsweise kann die Behauptung „Rolf ist ein Schwabe“ sowohl falsch als auch richtig sein. Grob gesprochen werden Württemberger mit Schwaben gleichgesetzt. Streng genommen zählen Heilbronner jedoch nicht zu den Schwaben. Jene Bewohner von Bayern, die in Neu-Ulm ansässig sind, gelten wiederum als Schwaben.
Siehe auch: Heckenausdruck, Unschärfe (Sprache), Wahrheit und de dicto